# Port Everglades

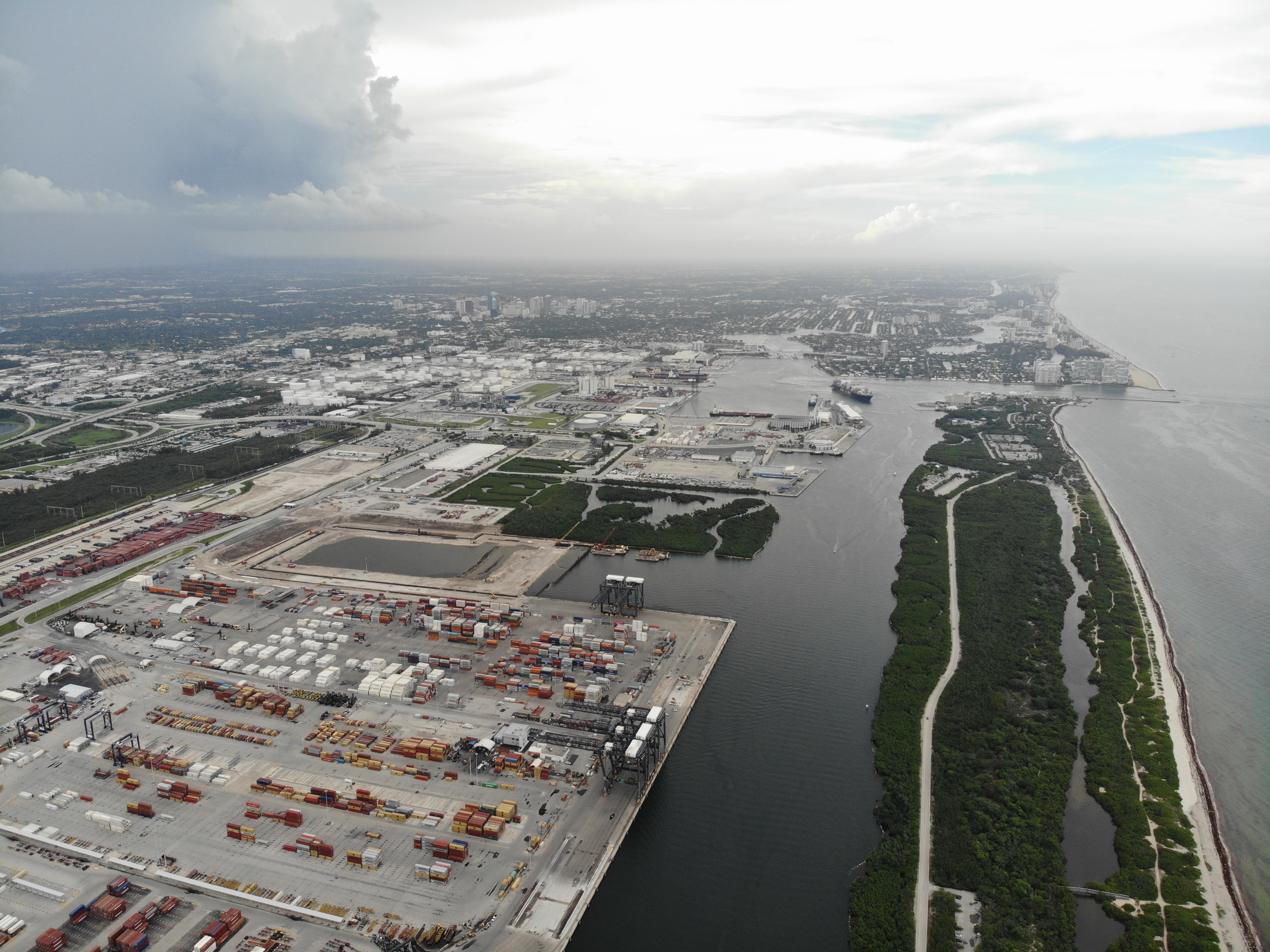
Vista aérea de Port Everglades

Port Everglades é um porto marítimo em Fort Lauderdale, Flórida, localizado no Condado de Broward. O porto é um dos principais motores econômicos do sul da Flórida, pois é a porta de entrada tanto para o comércio internacional quanto para cruzeiros de férias. Em 2019, foi classificado como o terceiro porto de cruzeiros mais movimentado do mundo, acomodando mais de 3,89 milhões de passageiros. Foi também um dos portos de contêineres mais movimentados da Flórida e classificado entre os 20 mais movimentados dos Estados Unidos, movimentando mais de 1 milhão de TEUs anualmente.
O porto também é o principal porto marítimo do sul da Flórida para produtos petrolíferos, incluindo gasolina, combustível de aviação e combustíveis alternativos. Serve como o principal local de armazenamento e distribuição de produtos petrolíferos refinados. Distribui combustível para 12 condados da Flórida e fornece combustível para aviação a quatro aeroportos internacionais. Também é reconhecido como um porto de liberdade favorito da Marinha dos Estados Unidos. Com uma profundidade de 13 m (na maré baixa média), é atualmente o porto mais profundo dos Estados Unidos (Oceano Atlântico) ao sul de Norfolk, Virgínia.
Port Everglades é o porto marítimo nº 1 na Flórida em receita, bem como um dos principais portos de contêineres do estado. Ademais, é consistentemente classificado entre os três principais portos de cruzeiros de vários dias do mundo, com 902 escalas de navios e 3,89 milhões de passageiros no ano fiscal de 2019, e o segundo porto petrolífero na Flórida, com 526 escalas de navios e 125,8 milhões de barris.